# Land Rover Defender II
Pour les articles homonymes, voir Defender.
Le Defender II est un véhicule tout-terrain produit par le constructeur automobile britannique Land Rover à partir de début 2020 aux États-Unis et commercialisé en Europe à partir de fin 2020. Le nouveau Defender est la seconde génération de Land Rover Defender, véhicule tout-terrain produit de 1983 à 2016.
Le Defender II est fabriqué à Nitra en Slovaquie.

## Présentation

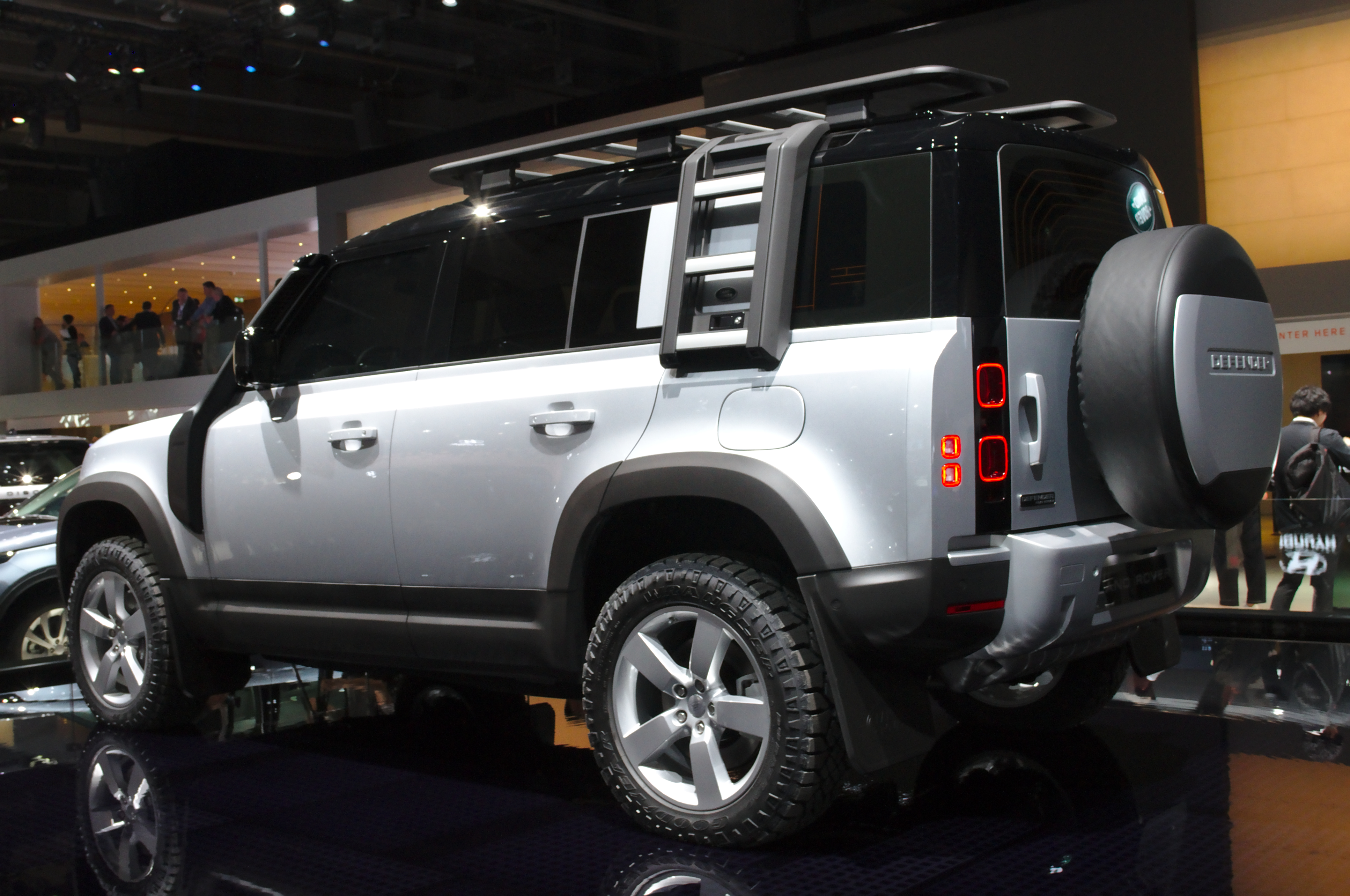
Vue de l'arrière

En décembre 2018, Land Rover USA annonce la commercialisation du futur Defender (code interne L663) en 2020 aux États-Unis par la diffusion d'une photo du tout-terrain en version camouflée sur lequel est inscrit « Defender 2020 - Coming to America ».
Il est dévoilé officiellement le 10 septembre 2019 au salon de Francfort 2019.
En raison de la pandémie de Covid-19, Land Rover annonce en juillet 2020 reporter la production de la version courte Defender 90 à 2021.
Le magazine automobile anglais AutoCar annonce la préparation d'une variante électrique du Defender, prévue pour 2024 ou 2025.
En juillet 2024, Land Rover dévoile la variante luxueuse du Defender, le Defender Octa dotée d'un V8 4.4L BMW.

## Caractéristiques techniques

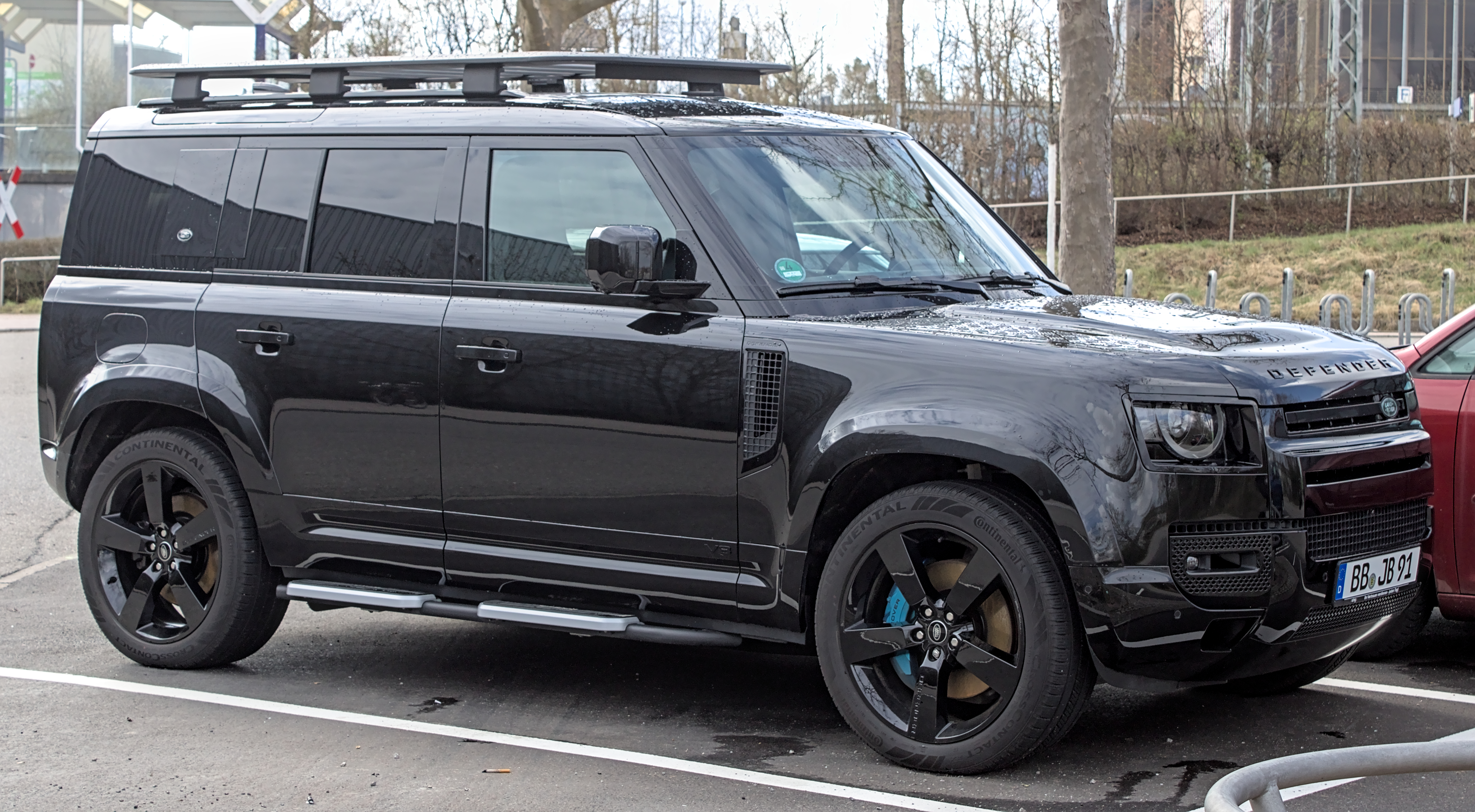
Land Rover Defender P525

Le Defender II repose sur la plateforme D7X à 95 % nouvelle se basant sur une structure monocoque, 100 % rigide en aluminium, dotée de suspensions indépendantes ou pneumatiques et il est disponible en configuration 3 portes (courte), 5 portes (longue) ainsi qu'une nouvelle carrosserie « Sport » comme son grand frère le Range Rover Sport. Pour conserver ses aptitudes tout-terrain, il possède une transmission intégrale, une boîte de transfert double gamme et des différentiels central et arrière à verrouillage actif.
La seconde génération de Defender est présentée en deux longueurs, le Defender 110 de 4,76 m doté de cinq portes, et le Defender 90 de 4,32 m en trois portes. À partir de 2021, une troisième version, le Defender 130, dotée de cinq portes et de 5,1 m, sera disponible.

### Motorisations
| Logo de Land Rover                                | Essence                  | Essence                  | Essence                  | Essence                  | Essence                  | Essence                  | Diesel                   | Diesel                   | Diesel                   | Diesel                   | Diesel                   | Diesel                   | Diesel                   | Diesel                   | Diesel                   | Diesel                   |
| Logo de Land Rover                                | P300                     | P300                     | P400 MHEV                | P400 MHEV                | P525                     | P525                     | D200                     | D200                     | D200 (6 cylindres)       | D200 (6 cylindres)       | D240                     | D240                     | D250                     | D250                     | D300                     | D300                     |
| Châssis                                           | court (90)               | long (110)               | court (90)               | long (110)               | court (90)               | long (110)               | court (90)               | long (110)               | court (90)               | long (110)               | court (90)               | long (110)               | court (90)               | long (110)               | court (90)               | long (110)               |
| Date de commercialisation                         | 2020 -                   | 2020 -                   | 2020 -                   | 2020 -                   | 2021 -                   | 2021 -                   | 2020-2021                | 2020-2021                | 2021 -                   | 2021 -                   | 2020-2021                | 2020-2021                | 2021-                    | 2021-                    | 2021-                    | 2021-                    |
| Moteur                                            | 4-cylindres en ligne     | 4-cylindres en ligne     | 6-cylindres en ligne     | 6-cylindres en ligne     | V8                       | V8                       | 4-cylindres en ligne     | 4-cylindres en ligne     | 6-cylindres en ligne     | 6-cylindres en ligne     | 4-cylindres en ligne     | 4-cylindres en ligne     | 6-cylindres en ligne     | 6-cylindres en ligne     | 6-cylindres en ligne     | 6-cylindres en ligne     |
| Cylindrée (cm3)                                   | 1 997                    | 1 997                    | 2 996                    | 2 996                    | 5 000                    | 5 000                    | 1 999                    | 1 999                    | 2 997                    | 2 997                    | 1 999                    | 1 999                    | 2 997                    | 2 997                    | 2 997                    | 2 997                    |
| Puissance maximale ch (kW)                        | 300 (221)                | 300 (221)                | 400 (294)                | 400 (294)                | 525 (386)                | 525 (386)                | 200 (147)                | 200 (147)                | 200 (147)                | 200 (147)                | 240 (177)                | 240 (177)                | 250 (184)                | 250 (184)                | 300 (221)                | 300 (221)                |
| au régime de : (tr/min)                           | 5 500                    | 5 500                    | 5 500                    | 5 500                    |                          |                          | 4 000                    | 4 000                    |                          |                          | 4 000                    | 4 000                    |                          |                          |                          |                          |
| Couple maximal (N m)                              | 400                      | 400                      | 550                      | 550                      | 625                      | 625                      | 430                      | 430                      | 500                      | 500                      | 430                      | 430                      | 570                      | 570                      | 650                      | 650                      |
| au régime de : (tr/min)                           | 1 500 à 4 000            | 1 500 à 4 000            | 2 000 à 5 000            | 2 000 à 5 000            |                          |                          | 1 400                    | 1 400                    |                          |                          | 1 400                    | 1 400                    |                          |                          |                          |                          |
| Boîte de vitesses                                 | Automatique à 8 rapports | Automatique à 8 rapports | Automatique à 8 rapports | Automatique à 8 rapports | Automatique à 8 rapports | Automatique à 8 rapports | Automatique à 8 rapports | Automatique à 8 rapports | Automatique à 8 rapports | Automatique à 8 rapports | Automatique à 8 rapports | Automatique à 8 rapports | Automatique à 8 rapports | Automatique à 8 rapports | Automatique à 8 rapports | Automatique à 8 rapports |
| Vitesse maximale (km/h)                           | 191                      | 191                      | 208                      | 208                      |                          |                          | 175                      | 175                      |                          |                          | 188                      | 188                      |                          |                          |                          |                          |
| 0-100 km/h (s)                                    | 8,0                      | 8,1                      | 6,0                      | 6,1                      |                          |                          | 10,2                     | 10,3                     |                          |                          | 9,0                      | 9,1                      |                          |                          |                          |                          |
| Transmission                                      | Intégrale                | Intégrale                | Intégrale                | Intégrale                | Intégrale                | Intégrale                | Intégrale                | Intégrale                | Intégrale                | Intégrale                | Intégrale                | Intégrale                | Intégrale                | Intégrale                | Intégrale                | Intégrale                |
| Consommation (L/100 km) urbain/extra-urbain/mixte | 14,0/9,7/11,2            | 14,3/9,9/11,5            | 14,6/9,3/11,0            | 14,9/9,5/11,2            |                          |                          | 10,8/7,6/8,8             | 10,9/7,8/8,9             |                          |                          | 10,8/7,6/8,9             | 10,9/7,8/8,9             |                          |                          |                          |                          |
| Émissions de CO2 (g/km)                           | 255                      | 260                      | 251                      | 255                      |                          |                          | 230                      | 234                      |                          |                          | 230                      | 234                      |                          |                          |                          |                          |
| Masse à vide (kg)                                 | 2 140                    | 2 261                    | 2 245                    | 2 361                    |                          |                          | 2 208                    | 2 323                    |                          |                          | 2 208                    | 2 323                    |                          |                          |                          |                          |
| Norme environnementale                            | Euro 6d Temp             | Euro 6d Temp             | Euro 6d Temp             | Euro 6d Temp             | Euro 6d Temp             | Euro 6d Temp             | Euro 6d Temp             | Euro 6d Temp             | Euro 6d Temp             | Euro 6d Temp             | Euro 6d Temp             | Euro 6d Temp             | Euro 6d Temp             | Euro 6d Temp             | Euro 6d Temp             | Euro 6d Temp             |

## Finitions

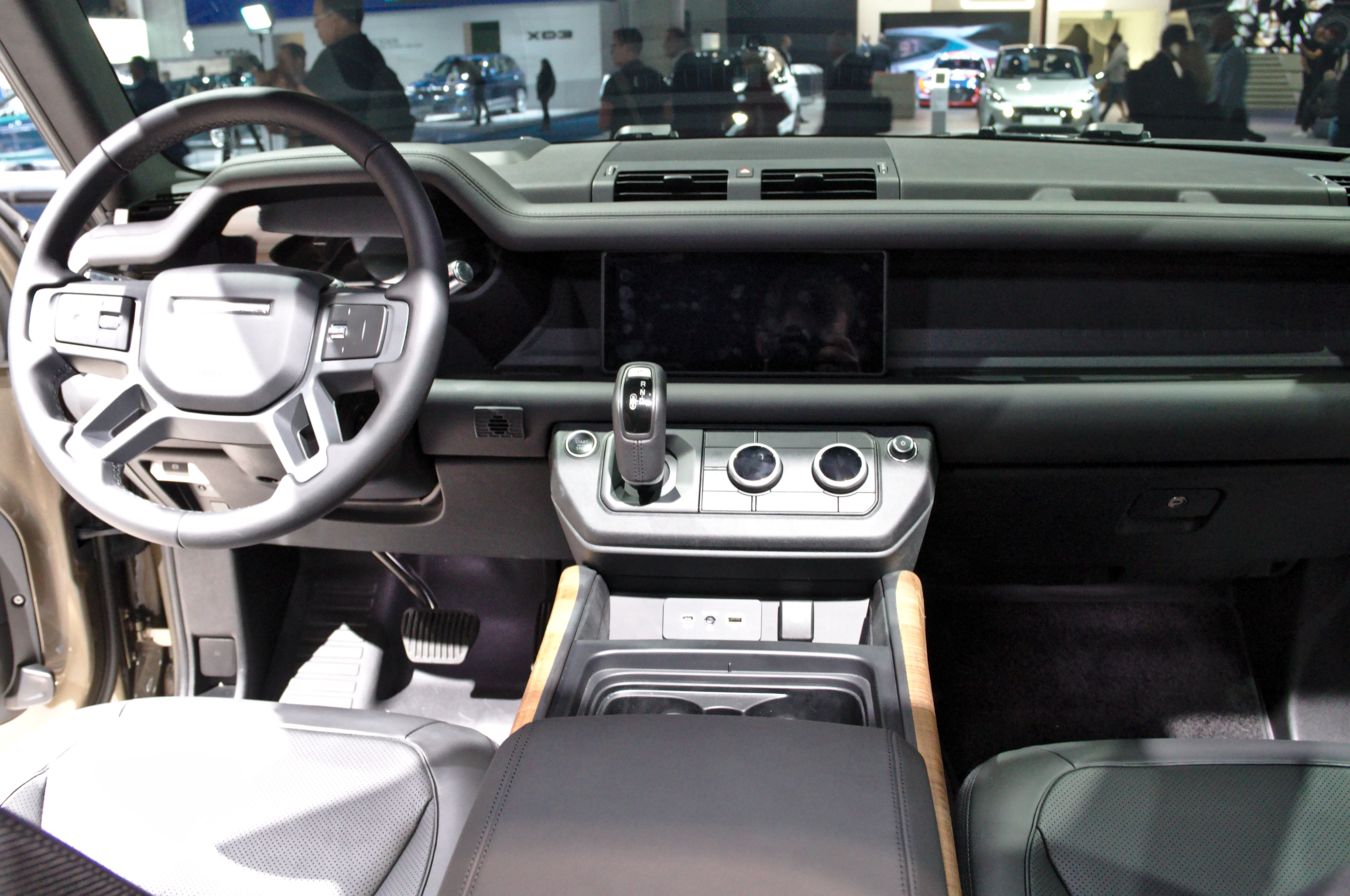
Intérieur

- S
- SE
- HSE
- X

Packs
- Pack Explorer
- Pack Adventure
- Pack Country
- Pack Urban

### Série spéciale
- First Edition (uniquement la première année de lancement)

### Série limitée
- V8 Bond Edition
  - Limitée à 300 exemplaires, la série limitée V8 Bond Edition est produite en 2021 à l'occasion de la sortie du 25e opus du film cinématographique James Bond, intitulé Mourir peut attendre[15].

## Concept cars

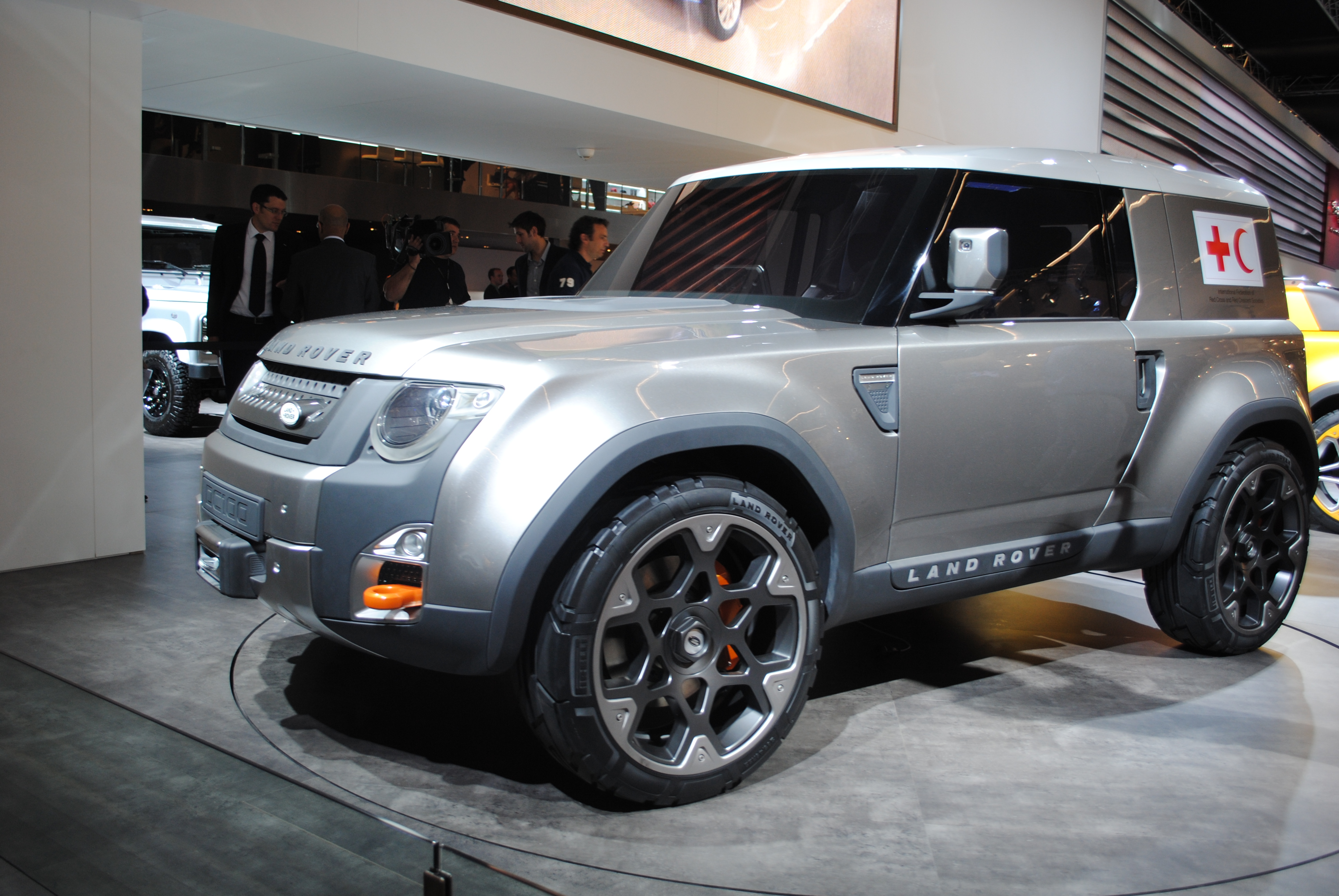
Land Rover DC 100 concept

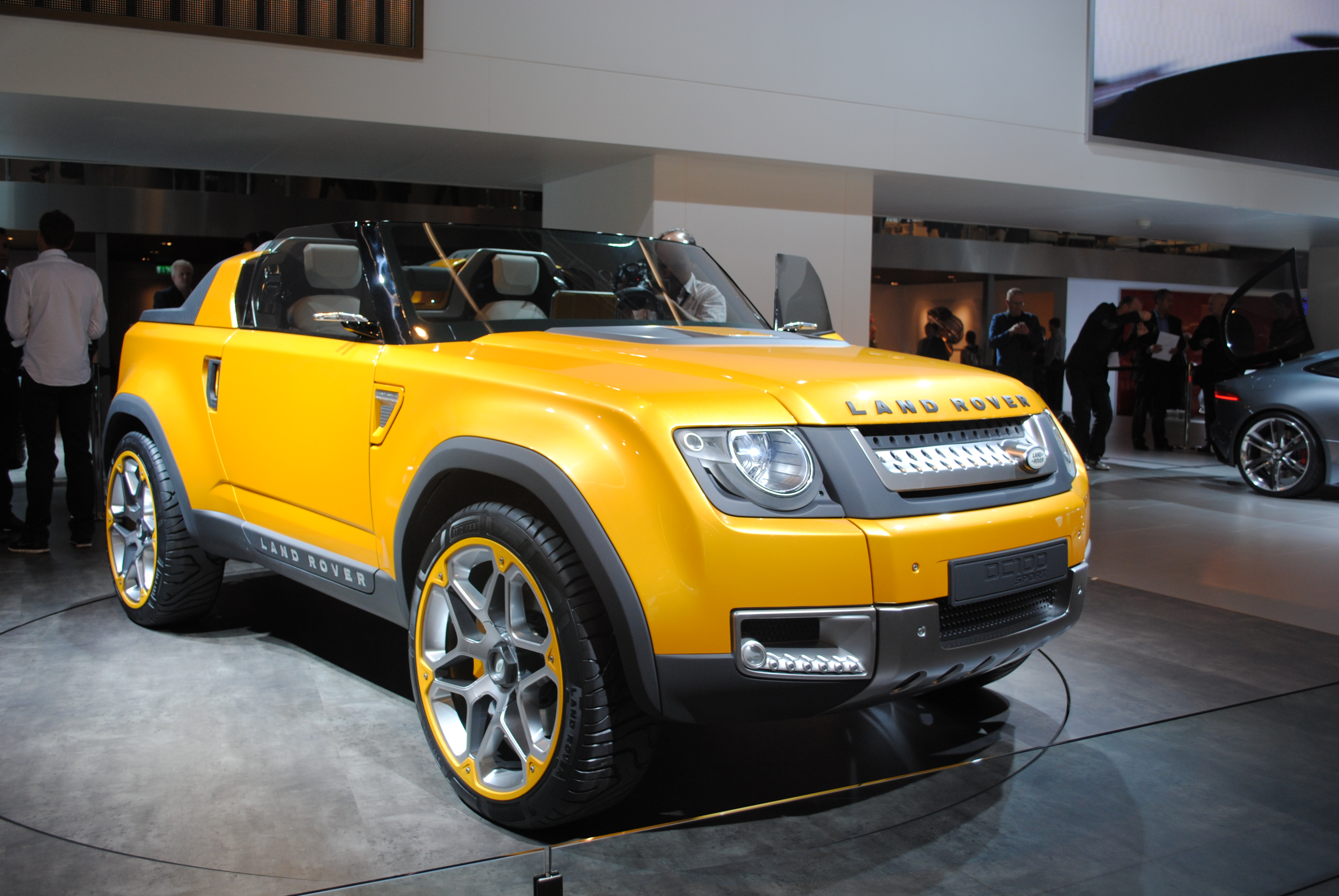
Land Rover DC 100 Sport concept

Le Defender II est préfiguré par les concept cars Land Rover DC 100 et DC 100 Sport présentés au salon de Francfort 2011 en octobre puis au salon de l'automobile de Los Angeles en novembre.
Les concept cars sont motorisés par un 4 cylindres de 2,0 litres accouplé à une boîte automatique à 8 rapports, en diesel pour le DC 100 3 portes et en essence pour la version Sport cabriolet. Les deux versions sont équipées de projecteurs à Leds et la planche de bord reçoit une interface numérique tactile. À la suite des critiques du public prononcées à leur égard, ils connaissent un accueil mitigé. Land Rover repart donc d'une page blanche pour dessiner le Defender II.